# Crab Cay (ö i Bahamas, Exuma District)
Crab Cay är en ö i Bahamas.   Den ligger i distriktet Exuma District, i den sydöstra delen av landet, 240 km sydost om huvudstaden Nassau. Arean är 0,12 kvadratkilometer.
Terrängen på Crab Cay är mycket platt. Öns högsta punkt är 5 meter över havet. Den sträcker sig 0,6 kilometer i nord-sydlig riktning, och 0,5 kilometer i öst-västlig riktning.
I omgivningarna runt Crab Cay växer i huvudsak städsegrön lövskog.